# María Guadalupe Guzmán Tirado
María Guadalupe Guzmán Tirado (geboren am 19. Januar 1952 in Kuba) ist eine kubanische Virologin, die 2022 für ihre Arbeiten zum Denguefieber mit dem UNESCO-L’Oréal-Preis für Frauen in der Wissenschaft ausgezeichnet wurde.

## Leben
María Guadalupe Guzmán Tirado kam eher zufällig zur Medizin. Schon als Kind wollte sie Astronomin werden. Sie begann deshalb Mathematik zu studieren, stellte aber dann fest, dass ihr das Fach nicht lag. Medizin war zu diesem Zeitpunkt das einzige Fach, auf das sie zwei Monate nach Semesterbeginn umsteigen konnte. Sie studierte am Instituto de Ciencias Básicas y Preclínicas Victoria de Girón (von Fidel Castro gegründet, um Exodus kubanischer Mediziner in die USA zu stoppen), wobei sie von Anfang an vor allem eine wissenschaftliche Tätigkeit und weniger die Behandlung von Patienten anstrebte.

## Wissenschaftliche Tätigkeiten
Nach Abschluss ihres Studiums begann sie, sich auf die Virologie zu spezialisieren. Seit 1980 arbeitete sie am Centro de Investigación del Instituto de Medicina Tropical de La Habana Pedro Kouri, wo sie zunächst das Arboviren-Labor leitete. 1986 übernahm sie die Leitung der Abteilung Virologie und 2016 wurde sie Direktorin des Instituts. Ihr Schwerpunkt war vor allem das Denguefieber, aber sie beschäftigte sich auch mit epidemischer Neuropathie, Zika und pandemischer Influenza.
Mit dem Beginn der Covid-19-Pandemie im Jahr 2020 konzentrierte sie sich auf deren Bekämpfung, wobei es zunächst um den raschen Aufbau der Diagnostik ging. Dabei wurden sie und ihre Kollegen von der PAHO, der Panamerikanischen Gesundheitsorganisation mit Schulungen und Reagenzien unterstützt. Sie übernahmen auch die Sequenzierung der Virusproben und waren in die Evaluierung der kubanischen Impfstoffkandidaten gegen Covid-19 involviert.
Ihre Pionierarbeiten zum Denguefieber führten zur Verbesserung des Verständnisses, der Vorbeugung und der Behandlung der Krankheit, die vor allem in subtropischen Gebieten auftritt und mit der sich jedes Jahr zwischen 50 und 100 Millionen Menschen weltweit infizieren. 2021 erhielt sie dafür als Vertreterin von Lateinamerika und der Karibik den UNESCO-L’Oréal-Preis, mit dem jährlich Frauen in allen Kontinenten ausgezeichnet werden.

## Mitgliedschaften und Auszeichnungen
- Ehrenmitglied der kubanischen Gesellschaft für Immunologie[1]
- Mitglied des Rates der Internationalen Gesellschaft für Infektionskrankheiten[1]
- Mitglied der Jury für die Vergabe des UNESCO-Mikrobiologiepreises „Carlos Juan Finlay“[1]
- 2012: Premio al Mérito Científico (Preis für wissenschaftliche Verdienste) des kubanischen Gesundheitsministeriums[1]
- Seit 2021 Mitglied der wissenschaftlichen Beratergruppe der Weltgesundheitsorganisation (WHO) zum Ursprung neuartiger Krankheitserreger (SAGO – Scientific Advisory Group for the Origins of Novel Pathogens)[6][7]
- Mitglied im RELDA der PAHO (Netzwerk der Arbovirus-Diagnoselabore in Nord- und Südamerika)[8]
- 2021: L'Óreal UNESCO Award for Women in Science[9]

## Persönliches
Guzmán war von 1980 bis zu seinem Tod im Jahr 2011 mit Gustavo Kourí verheiratet, mit dem sie auch während dieser Zeit in dem Tropeninstitut zusammenarbeitete, das von ihrem Schwiegervater Pedro Kourí mitbegründet worden war und das nach ihm benannt ist.

## Publikationen
Guzmán ist eine vielzitierte Wissenschaftlerin. Google Scholar verzeichnet mehr als 500 Veröffentlichungen und einen h-Index von 76 (Stand Dezember 2022).